# Wachsend und halb (Heraldik)

oben eine Elchschaufel, unten ein wachsender goldener Löwe

Ein wachsendes Pferd

Als wachsend und halb bezeichnet man in der Heraldik eine nur teilweise dargestellte Figur, meistens in Menschen- oder Tiergestalt, aber auch anderes. Die beiden Darstellungsformen sind grundlegende Erscheinung der Wappenvermehrung, also der Verschmelzung zweier Wappen unter Beibehaltung ihrer charakteristischen Hauptelemente, wenn beide etwa gleichrangig sind. Insbesondere halb kann auch für sich stehen, etwa in redenden Wappen.

## Zu den Begriffen
Wachsend blasoniert man Figuren, deren untere oder hintere Hälfte durch eine andere Figur (Heroldsbild oder gemeine Figur) derart verdeckt oder die am Schildrand so angeordnet ist, dass sie aus denselben hervorzugehen scheinen.
Halb wird hingegen der Teil einer Figur genannt, die schwebt, also den Feldrand nicht berührt. Sie ist durchwegs feldmittig angeordnet, während die wachsende Figur primär entsprechend ihren Proportionen steht.
Stehende Figuren wachsen von unten, Vierfüßer aber meist vom linken (hinteren, von Betrachter rechten) Feldrand. Wenn es sich nicht zwanglos ergibt, muss aus dem linken Schildrand, von links wachsend oder rechtswachsend angegeben werden. Speziell ein Löwe, der im Normalfall aufgerichtet ist, wächst von unten, der schreitende (leopardierte) Löwe und der Leopard (der schreitende herblickende ‚Löwe‘) aber von links, der gelöwte (aufgerichtete) Leopard wiederum von unten.

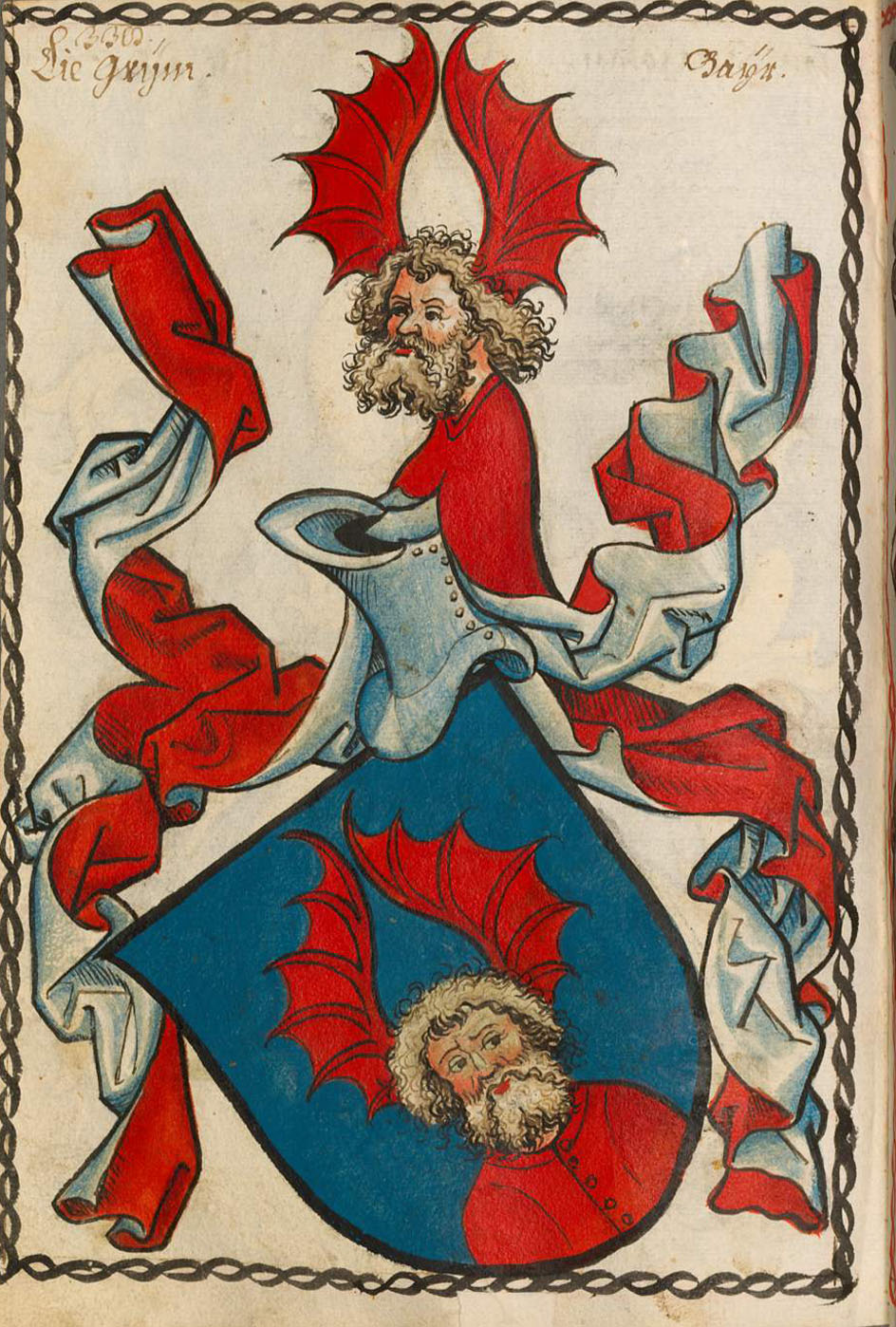
Beispiel einer wachsenden menschlichen Figur und derselben Helmzier

Deutsch spricht man – abweichend von der Grundregel – auch von Halbfigur für wachsend, also halber Löwe, aber nur für menschliche Figuren, einige Wappentiere und Objekte, sonst ist halb eindeutig: Eine wachsende Lilie scheint verdeckt, eine halbe Lilie abgeschnitten. Dabei finden sich auch spezieller gesagt ein vorderhalber Wolf (die vordere Hälfte eines Wolfes, schwebend) oder ein unterhalbes Rad (die untere Hälfte des Rades, schwebend).
Einen Sonderfall stellt diesbezüglich auch der Adler dar: Der wachsende Adler erhebt sich von unten, also aus Teilung oder Schildfuß. Im Unterschied dazu wächst ein halber Adler aus der Spaltung. Dieser zeigt immer seinen ganzen Kopf, neigt ihn also von der Teilungslinie weg, und blickt auch von ihr weg (wirklich halbiert wird der Adler nahezu nie, sonst findet bei durchwegs allen anderen Figuren beim Wachsen kein prinzipieller Haltungswechsel statt, sondern nur eine harmonische Anpassung). Aus der Anordnung zweier halber Adler am Spalt, der eine nach vorne, der andere nach hinten blickend, kann ein Doppeladler entstehen. Eine freischwebende Adlerhälfte ist nicht zu finden.
Ist die Helmzier als wachsend blasoniert, bedeutet dies, dass diese ohne Wulst nahtlos in die Helmdecke übergeht. Das entspricht oft dem Wappenbild, kann aber auch davon unabhängig sein.

wachsend und halb
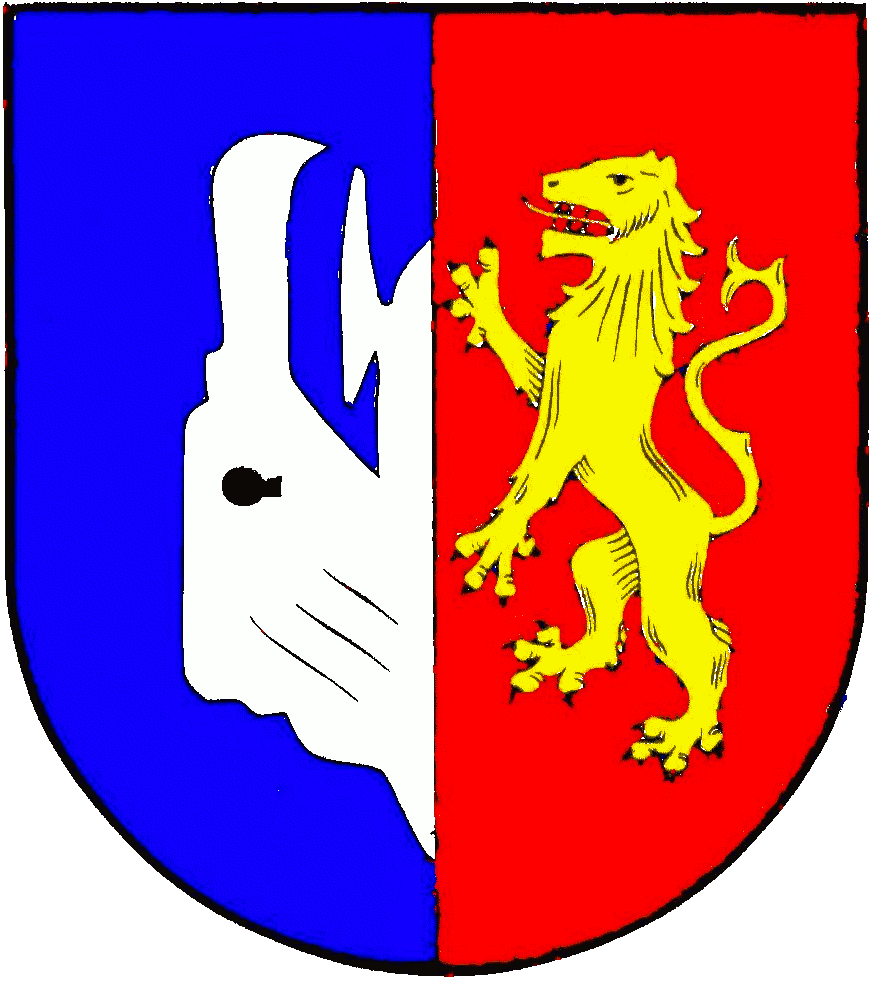
(heraldisch) rechts ein stilisierter liegender Adlerkopf (Bosau DE)
rechts ein halber Adler, links ein aus dem Spalt wachsendes Rad (Cedynia PL)
ein (ober-)halbes Rad (Frankfurt-Oberrad DE, sprechend)

Zu unterscheiden sind wachsend und halb von der Darstellung einzelner Teile, die meist als eigenständige abgeleitete Figur gelten.

Eine gespaltene oder geteilte Figur ist hingegen keine Teilfigur, sondern wechselt die Farbe.
Wachsend heißt französisch naissant, englisch issuant. Englisch-französisch wird manchmal auch ein demi- ‚halb‘ beigefügt: Demi-lion für den wachsenden Löwen, aber auch Demi-fleur-de-lis für die halbe schwebende Lilie.
Sonderformen sind (glatt) abgeschnitten und  abgerissen, was in der englisch-französischen Heraldik speziell als coupeé unterschieden wird: Zweiteres ist ausgefranst, was bei Lebewesen sogar blutbetropft sein kann und speziell abgehauene Teile bezeichnet. Abgerissen kommt bei halben Figuren wie auch bei ihren Teilen vor.
Altertümlicher findet sich für jedes wachsend auch hervorkommend. Hervorbrechend steht speziell für wilde Tiere, wie man das in der Jägersprache ganz natürlich sagt, oder hervorgehend, hervorschreitend für linkswachsend, wenn das Tier geht. So könnte ein springender Hirsch aus dem Schildfuß (von unten) hervorbrechen (wachsen), oder aus dem linken Schildrand hervorbrechen (linkswachsen): Beide Male wären die beiden sichtbaren Vorderläufe erhoben. Ein Pferd würde hervorschreiten (womit klar ist, dass es von links aus dem Schildrand – oder der Spaltung – wächst). Wachsend und halb kann auch für spezielle Anordnungen oder Figuren gelten, ist dann anders zu blasonieren:

roter und bekrönter Löwe, senkrecht gestellt (Diepholz DE)
der aus einem Kessel herausragende Vitus (Veitshöchheim DE)
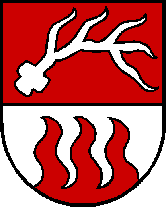
aus dem Schildfuß aufsteigende Flammen (Kronstorf AT)